# جان صليبا
جان صليبا (-7 ديسمبر2020 -)ملحن ومنتج لبناني، ساهم في إطلاق العديد من النجوم منهم إليسا وأمل حجازي وميليسا

## مشواره الفني
أسس شركته الخاصة للإنتاج ديلارا ماستر في عام 1997، التي تعاون من خلالها مع عدة فنانين في بدايتهم إليسا وأمل حجازي وهيفاء وهبي وميريام فارس، ميليسا، سيرين عبد النور، عامر زيان. كان له رئيسي في الديو الذي جمع راغب علامة وإليسا «بتغيب بتروح»، وإليسا وكريس دو بيرغ "Lebanese Night"، أمل حجازي وفوديل «عينك»، ثم أمل حجازي وريان «جنون بحبك».

## أبرز الفنانين الذين تعاملوا معه
- وليد توفيق
- فضل شاكر
- نوال الزغبي
- ميريام فارس
- عاصي الحلاني
- راغب علامة
- ديانا كرزون
- أمل حجازي
- إليسا
- ميليسا
- فادي حرب
- أصالة نصري
- عامر زيان
- ريان
- يارا
- ناصيف زيتون
- مايا دياب
- كارول سماحة

## وفاته
توفي مساء يوم 7 ديسمبر عام 2020 ، في أحد مستشفيات بيروت، متأثراً بإصابته بفيروس كورونا ودخل على إثرها إلى أحد مستشفيات العاصمة اللبنانية بيروت لتلقي العلاج